# Bucida
Bucida  es un género de plantas con flores en la familia de las  Combretaceae.    Comprende 18 especies descritas y de estas, solo 6 aceptadas.

## Descripción
Son arbustos o árboles, a veces espinosos; plantas hermafroditas. Hojas alternas o espiraladas, sin tricomas glandulares. Inflorescencias de espigas axilares; flores 5-meras, actinomorfas; hipanto superior campanulado; sépalos 5, muy cortos; pétalos ausentes; estambres 10, exertos. Fruto una nuez pequeña, seca, coronada por el hipanto superior y el cáliz persistentes.

## Taxonomía
El género fue descrito por Carlos Linneo y publicado en Systema Naturae, Editio Decima 2: 1025, 1368. 1759. La especie tipo es: Bucida buceras L.		

## Especies aceptadas
A continuación se brinda un listado de las especies del género Bucida aceptadas hasta noviembre de 2013, ordenadas alfabéticamente. Para cada una se indica el nombre binomial seguido del autor, abreviado según las convenciones y usos.
- Bucida buceras L.
- Bucida macrostachya Standl.
- Bucida molineti (M.Gómez) Alwan & Stace
- Bucida palustris Borhidi & O.Muñiz
- Bucida subinermis Bisse
- Bucida umbellata Sessé & Moç.